# Landsturm

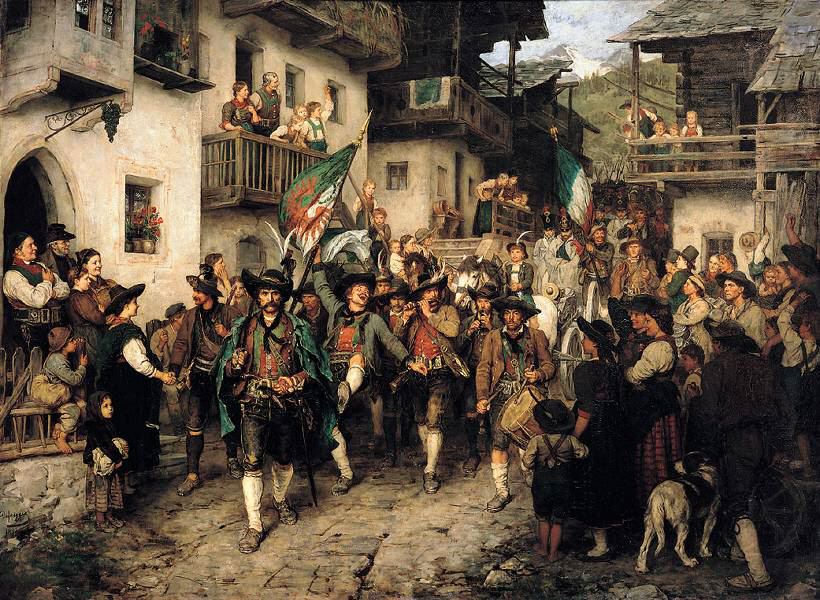
Powrót tyrolskiego landsturmu (mal. Franz von Defregger)

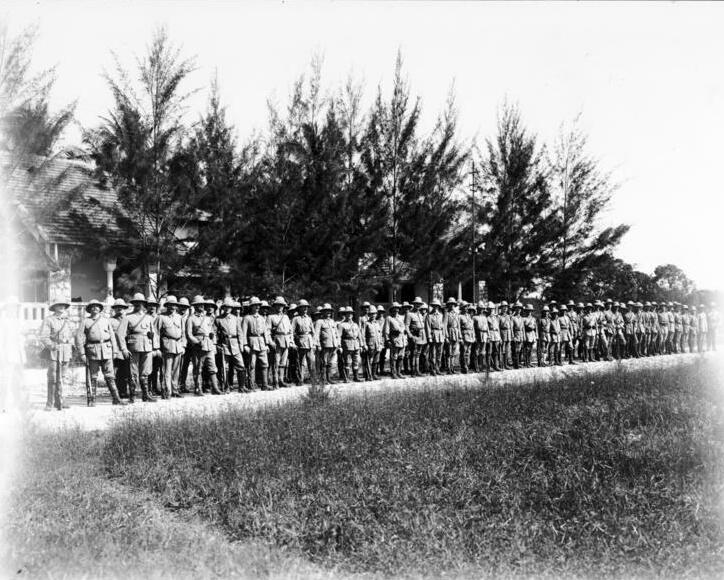
Oddział Landsturmu w Niemieckiej Afryce Wschodniej

Landszturm (niem. Landsturm) – formacja wojskowa pospolitego ruszenia, utworzona po raz pierwszy na przełomie XIX i XX wieku w Cesarstwie Niemieckim i Austro-Węgrzech.
Mianem landsturmu określano też ochotniczą formację wojskową w Holandii, złożoną z obywateli, którzy nie mieli stosownego przeszkolenia wojskowego.
Oddziały landsturmu, istniejące w Szwajcarii, obejmowały żołnierzy rezerwy w wieku 49-60 lat.
Oddziały landsturmu III Rzeszy tworzono z żołnierzy rezerwy liczących powyżej 45 lat, bez określania górnej granicy wiekowej. Znaczny wzrost liczebności hitlerowskiego landsturmu miał miejsce w 1945, w ostatnich miesiącach istnienia III Rzeszy. Na podstawie dekretu Adolfa Hitlera z 25 września 1944 r. powstała formacja Volkssturm, która oprócz rezerwistów objęła część osób czynnych zawodowo, nie zwalniając ich z wypełniania dotychczasowych obowiązków, jak również nieletnich poniżej 16 roku życia.

## Austria
Kwestia pospolitego ruszenia została uregulowana ustawą z dnia 6 czerwca 1886 r. o pospolitym ruszeniu dla królestw i krajów w Radzie państwa reprezentowanych, z wyjątkiem Tyrolu i Vorarlbergu. Do momentu uzyskania w 1916 r. statusu korpusu posiłkowego, Legiony Polskie wchodziły w skład Landsturmu.